# Паладій Василь Юрійович
Паладій Василь Юрійович (04 (16) листопада 1894 — червень 1920) — педагог, поручник УГА.

## Життєпис
Народився в с. Кучурів Малий повіт Заставна (тепер Заставнівського р-ну Чернівецької обл.) в сім'ї резеша (дрібного шляхтича) Юрія Паладія та Ганни, уродженої Тотоєскул. Навчався на українському відділенні державної учительської семінарії в Чернівцях, яку не встиг закінчити перед війною.
В 03.1915 р. покликаний до армії. Воював на італійському фронті в складі 22-го полку піхоти.
В 1917 р. склав у Відні матуральні іспити за курс учительської семінарії, отримавши для цього місячну відпустку з армії.
В 1917 р. закінчив офіцерську школу в Єґерндорфі в Сілезії (тепер в Чехії), був іменований хорунжим в резерві 22-го полку стрільців (рангова група 01.07.1918 р.).
Одружений з дочкою Яківа Заєця, директора школи в с. Підзахаричі повіт Вижниця (тепер Путильського р-ну Чернівецької обл.).
Після розвалу Австро-Угорської монархії став на службу в українську армію як четар УГА, згодом іменований поручником.
Воював на протипольському фронті біля Львова, перебував в Чорткові в часі першого відвороту УГА.
В ЧУГА воював на протипольському фронті.
Наприкінці квітня 1920 р. арештований більшовиками в числі великої групи старшин УГА та ув'язнений в концтаборі Кожухів під Москвою.
16.06.1920 р. етапований з концтабора Кожухів до Архангельська і далі Білим морем на Соловки. По дорозі за наказом ВЧК баржу з в'язнями затоплено в відкритому морі. В числі відомих на сьогодні замордованих 135-и старшин УГА числився і «Паладій Василь, син Юрія».

## Джерело
- Володимир Старик. Паладій Василь Юрійович // Західно-Українська Народна Республіка 1918—1923. Енциклопедія: До 100-річчя утворення Західно-Української Народної Республіки. Т. 3: П-С. Івано-Франківськ: Манускрипт-Львів, 2020. 576с.;— С.23.